# Renato Donati
Renato Donati (Forlì, 18 gennaio 1894 – 9 giugno 1980) è stato un militare e aviatore italiano, particolarmente distintosi nel corso della Grande Guerra dove conseguì l'abbattimento di 8 aerei nemici e fu decorato con quattro Medaglie d'argento al valor militare.
Nel dopoguerra fu commerciante di velivoli, e pilota collaudatore presso le ditte Compagnia Nazionale Aeronautica (C.N.A.), Aeronautica Piaggio e Fiat Aviazione.  L'11 aprile 1934 stabilì il nuovo record mondiale di altitudine per velivoli da categoria C, toccando la quota di 14.433 m a bordo di un velivolo Caproni Ca.113AQ.

## Biografia

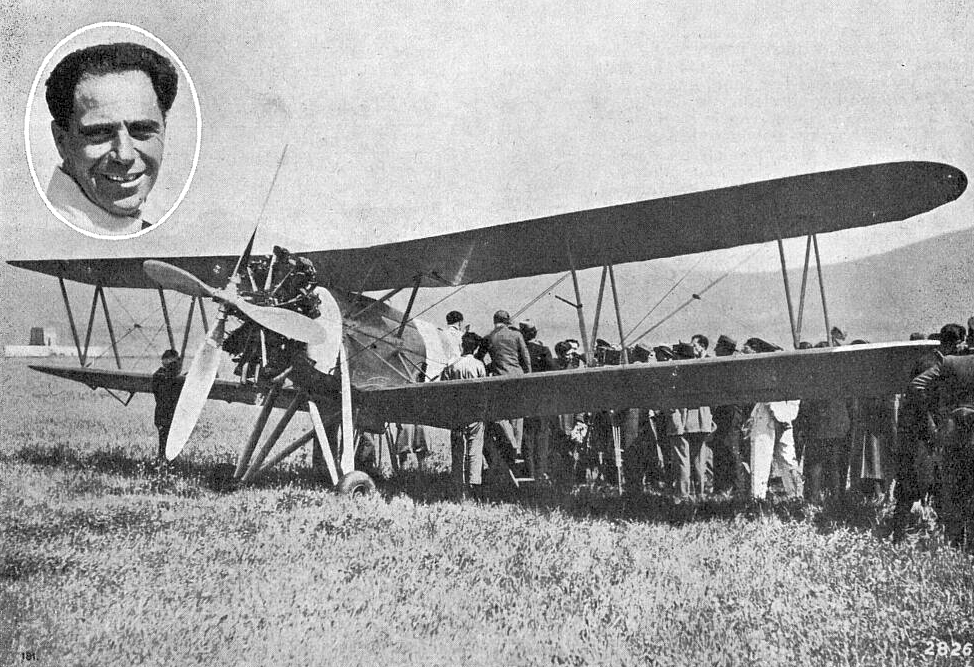
L'impresa di Renato Donati apparsa sulla rivista cecoslovacca Letectví, Vol. 14. (1934), No. 5 (Maggio), p. 155.

Nacque a Forlì il 18 gennaio 1894. Arruolatosi volontario nel Regio Esercito, nel 1915 fu assegnato al Battaglione aviatori di Torino, conseguendo il brevetto di pilota militare. Dopo l'inizio delle ostilità con l'Impero austro-ungarico, avvenuto il 24 maggio 1915, nel 1916 prestò servizio presso la 36ª Squadriglia da ricognizione, passando nel 1917 alla 76ª Squadriglia caccia del VI Gruppo, allora al comando del maggiore Vincenzo Lombard. Il 18 settembre 1918 ingaggiò combattimento da solo contro 16 velivoli nemici, e riuscì ad abbattere quello del capo squadriglia avversario, l'asso Carlo Shuller, all'epoca accreditato di 17 vittorie. Il velivolo di Shuller precipitò al suolo in fiamme. Al termine del conflitto aveva il grado di sottotenente, era accreditato di 8 vittorie e risultava decorato di 4 Medaglie d'argento al valor militare. In sede di revisione della vittorie aeree ottenute dall'aviazione italiana nella prima guerra mondiale la cosiddetta Commissione Bongiovanni gliene confermò solo tre.
Smobilitato dopo la fine della guerra, nel 1919 si domiciliò a Napoli, dove iniziò a commerciare in vecchi aerei e motori dismessi dal servizio militare, che acquistava per poche lire, rimetteva in sesto e vendeva con l'aiuto di altri piloti, al migliore offerente, anche in paesi esteri, come la Turchia e l'Afghanistan. Partecipò ai campi sperimentali di Torino e di Montecelio del 1920, dove Giovanni Xilo lo coinvolse nella costituzione della P.A.N. (Propaganda Aeronautica Nazionale). Nel 1921 prese parte a una grande manifestazione aerea tenutasi sul campo d'aviazione di Centocelle. In occasione della festa della Madonna di Loreto ebbe occasione di conoscere il conte Giovanni Bonmartini, proprietario della Compagnia Nazionale Aeronautica (C.N.A.) che gli chiese di andare a lavorare nella propria compagnia. Collaudò l'apparecchio da turismo CNA Rondine, progettato per la C.N.A. dall'allora direttore tecnico, ingegnere Giovanni Pegna, passando poi insieme a Pegna all'Aeronautica Piaggio dove collaudò un nuovo tipo di aereo da caccia Piaggio-Pegna P.2. Andò quindi a lavorare come pilota collaudatore per la Fiat Aviazione, dove nel dicembre 1927, su velivolo Ansaldo AC.3, decollò dall'aeroporto di Mirafiori raggiungendo sui cieli di Torino la quota di 11.766 metri, che non fu omologata come primato italiano, secondo i regolamenti dell'epoca, perché inferiore di 100 metri al precedente primato mondiale. Nel corso del 1930, volando, insieme al motorista Gino Cappannini,  su velivolo da turismo Fiat AS.1 dotato di propulsore Fiat A.50 da 90 hp, conquistò tre record del mondo di categoria, rispettivamente quelli di durata (29 ore), distanza (2.900 km), e altitudine (6.782 m). Nell'agosto di quell'anno prese parte al Giro Aereo d'Italia volando su un Fiat TR.1, equipaggiato con motore Fiat A-50S da 95 hp, classificandosi al secondo posto assoluto. Nel 1932 batte nuovamente il primato mondiale di altitudine per velivoli da turismo arrivando alla quota di 9.283 m su un Fiat AS.1 dotato di propulsore C.N.A. G.7 da 160 hp. L'11 aprile 1934 decollò dal campo d'aviazione di Montecelio su un velivolo Caproni Ca.113AQ equipaggiato con motore Bristol Pegasus e stabilì il nuovo record mondiale di altitudine per velivoli da categoria C, toccando la quota di 14.433 m. Si spense il 9 giugno 1980.

### Annotazioni
1. ↑  Insieme a lui lavoravano Mario D'Urso, Enrico Massi, Paolo Benvenuti, Guido Nardini e Raimondo Di Loreto.
2. ↑  Oltre a lui entrarono nella P.A.N., che aveva sede presso l'Hotel Liguria, di proprietà di Maurizio Bettoia,  i piloti veterani del primo conflitto mondiale Guido Nardini e Paolo Benvenuti.
3. ↑  Già motorista di Arturo Ferrarin  nel grande volo intercontinentale Roma-Tokio di febbraio-maggio 1920.

### Fonti
1. ↑  Mattioli 2000, p. 2.
2. 1 2 3 4 5 6 7  Mancini 1936, p. 242.
3. 1 2 3  Mattioli 1934, p. 9.
4. ↑  Mattioli 1934, pp. 6-7.
5. ↑  Mattioli 1934, p. 12.
6. ↑  Mattioli 1934, p. 13.
7. 1 2  Mattioli 1934, p. 14.
8. 1 2 3  Mattioli 1934, p. 15.